# Jüri Vips
Jüri Vips (Taline, 10 de agosto de 2000) é um automobilista estoniano. Ele é o campeão da ADAC Formula 4 de 2017 e, também, é ex-membro do Red Bull Junior Team.

## Carreira

### Cartismo
Iniciou a carreira no automobilismo em 2011, disputando campeonatos de kart em seu país.

### Fórmulas inferiores
Em 2016, fez sua estreia em monopostos ao competir na Fórmula 4 Italiana e a Fórmula 4 ADAC, pela equipe Prema Powerteam, sendo campeão desta última em 2017 por apenas 4,5 pontos de vantagem sobre o vice-campeão Marcus Armstrong, que também era seu companheiro de time.

### Campeonato Europeu de Fórmula 3 da FIA
A estreia de Vips no Campeonato Europeu de Fórmula 3 da FIA foi ao serviço da Motopark Academy, disputando a rodada tripla de Hockenheim, não conseguindo pontuar. Na temporada seguinte, venceu quatro provas e terminou o campeonato em quarto lugar, com 284 pontos.

### Campeonato de Fórmula 3 da FIA
Em 2019, Vips foi contratado pela equipe Hitech Grand Prix para a disputa da temporada inaugural do Campeonato de Fórmula 3 da FIA.

### Campeonato de Fórmula 2 da FIA
Em 19 de agosto de 2020, foi anunciado a contratação de Vips pela DAMS para competir pela equipe a partir da sétima rodada da temporada de 2020, como substituto de Sean Gelael que havia sofrido um acidente e fraturado uma vértebra na primeira corrida em Barcelona. Vips correu pela equipe até a etapa de Sóchi, com Gelael retornando ao seu posto na DAMS para a disputa das duas últimas etapas da temporada, que foram realizadas no Barém.
Em 11 de dezembro de 2020, foi anunciado que Vips havia sido contratado pela equipe Hitech Grand Prix para a disputa da temporada de 2021. Ele permaneceu com a Hitech para a disputa da temporada de 2022.

### Fórmula 1
Em outubro de 2018, Vips foi vinculado a um lugar no programa de jovens pilotos da Red Bull Racing, o Red Bull Junior Team. Ele foi confirmado pelo programa um mês antes do Grande Prêmio de Macau.
Em junho de 2022, o piloto foi suspenso do mesmo programa após proferir insultos racistas e homofóbicos enquanto participava de uma transmissão ao vivo do também piloto de Fórmula 2 e membro da Red Bull Junior Team, o neozelandês Liam Lawson, na plataforma de streaming Twitch.